# Isabel T. Hyman
Isabel Tyrrell Hyman (verheiratet Isabel Palethorpe; * 1977) ist eine australische Malakologin, die am Australian Museum tätig ist.

## Leben
Von 1996 bis 1999 absolvierte Hyman ein Bachelor-Studium an der University of Sydney, wo sie taxonomische Projekte über verschiedene Molluskengruppen durchführte. Ab 2001 folgte ein Doktoratsstudium an derselben Universität, wo sie 2005 mit der Dissertation Taxonomy, systematics and evolutionary trends in Helicarionidae (Mollusca, Pulmonata) unter der Leitung von Winston F. Ponder zum Ph.D. promoviert wurde. Im selben Jahr wurde sie technische Mitarbeiterin am Australian Museum. Im Jahr 2004 heiratete sie Hugh Palethorpe, mit dem sie drei Söhne hat. 2005 benannte sie die Schneckenart Rhophodon palethorpei nach ihm, die nur aus einem kleinen Gebiet im Werrikimbe-Nationalpark bekannt ist und heute bereits ausgestorben sein könnte, da Buschfeuer im Sommer 2019 die Region zerstört hatten. 
Mit einem Postdoc-Stipendium der Alexander-von-Humboldt-Stiftung forschte sie von Mai 2006 bis Mai 2007 an der Zoologischen Staatssammlung München über die Schneckenfamilie der Schnegel (Limacidae). Im April 2008 wurde sie wissenschaftliche Mitarbeiterin am Australian Museum. 
Hyman führte umfangreiche Feldarbeit über die vom Aussterben bedrohte Landschneckenfauna auf der Norfolkinsel und der Lord-Howe-Insel durch. Dazu gehörten Erhebungen und Bewertungen für Landverwalter sowie taxonomische Revisionen und phylogenetische und biogeografische Studien. Während ihrer Expeditionen gelang ihr die Wiederentdeckung von vier vermeintlich für ausgestorben gehaltenen Arten, darunter Nancibella quintalia und Advena campbelli (von der Norfolkinsel) sowie Goweroconcha wenda und Pseudocharopa whiteleggei (von der Lord-Howe-Insel).
2020 veröffentlichte sie in Zusammenarbeit mit Frank Köhler das Buch A field guide to the land snails of Lord Howe Island, den ersten umfangreichen Feldführer, der die gesamte Landschneckenfauna der Lord-Howe-Insel behandelt.

## Erstbeschreibungen von Isabel Hyman
- Acheronopa Hyman & Stanisic, 2005
- Acheronopa attunga Hyman & Stanisic, 2005
- Antiquarion boondah Hyman & Köhler, 2020
- Antiquarion chooreechillum Hyman & Köhler, 2020
- Antiquarion evelynensis Hyman & Köhler, 2020
- Antiquarion limbus Hyman & Köhler, 2020
- Antiquarion occultus Hyman & Köhler, 2020
- Antiquarion ravenshoe Hyman & Köhler, 2020
- Antiquarion swausi Hyman & Köhler, 2020
- Attenborougharion Hyman & Köhler, 2017
- Brevisentis Hyman, 2007
- Brevisentis atratus Hyman, 2007
- Coricudgia Hyman & Stanisic, 2005
- Coricudgia wollemiana Hyman & Stanisic, 2005
- Decoriropa Hyman & Stanisic, 2005
- Diphyoropa Hyman & Stanisic, 2005
- Diphyoropa macleayana Hyman & Stanisic, 2005
- Egilodonta bendethera Hyman & Stanisic, 2005
- Egilodonta paucidentata Hyman & Stanisic, 2005
- Egilodonta wyanbenensis Hyman & Stanisic, 2005
- Fastosarion deensis Hyman & Köhler, 2019
- Fastosarion ephelis Hyman & Köhler, 2019
- Fastosarion insularis Hyman & Köhler, 2019
- Fastosarion katatonos Hyman & Köhler, 2019
- Fastosarion longimentula Hyman & Köhler, 2019
- Fastosarion rowani Hyman & Köhler, 2019
- Fastosarion sarina Hyman & Köhler, 2019
- Fastosarion tuljun Hyman & Köhler, 2019
- Gouldiropa Hyman & Stanisic, 2005
- Hedleyropa Hyman & Stanisic, 2005
- Hedleyropa yarrangobillyensis Hyman & Stanisic, 2005
- Letomola lanalittleae Hyman & Stanisic, 2005
- Levidens Hyman, 2007
- Levidens ponderi Hyman, 2007
- Limpidarion Hyman & Köhler, 2020
- Limpidarion kukuyulangi Hyman & Köhler, 2020
- Macrophallikoropa Hyman & Stanisic, 2005
- Macrophallikoropa depressispira Hyman & Stanisic, 2005
- Macrophallikoropa stenoumbilicata Hyman & Stanisic, 2005
- Marilyniropa Hyman & Stanisic, 2005
- Marilyniropa jenolanensis Hyman & Stanisic, 2005
- Mysticarion obscurior Hyman, Lamborena & Köhler, 2017
- Nitor benjamini Hyman & Köhler, 2018
- Nitor glenugie Hyman & Köhler, 2018
- Nitor pipinna Hyman & Köhler, 2018
- Nitor sheai Hyman & Köhler, 2018
- Nitor wiangariensis Hyman, 2007
- Parmacochlea balios Hyman & Köhler, 2020
- Parmacochlea furca Hyman & Köhler, 2020
- Parmavitrina flavocarinata Hyman, Lamborena & Köhler, 2017
- Parmavitrina maculosa Hyman, Lamborena & Köhler, 2017
- Parmellops perspicuus Hyman & Ponder, 2016
- Pleuroloba Hyman, Rouse & Ponder, 2005
- Rhophodon duplicostatus Hyman & Stanisic, 2005
- Rhophodon mcgradyorum Hyman & Stanisic, 2005
- Rhophodon palethorpei Hyman & Stanisic, 2005
- Rhophodon silvaticus Hyman & Stanisic, 2005
- Scelidoropa Hyman & Stanisic, 2005
- Scelidoropa nandewar Hyman & Stanisic, 2005
- Scelidoropa sarahjaneae Hyman & Stanisic, 2005
- Sharniropa Hyman & Stanisic, 2005
- Sharniropa borenorensis Hyman & Stanisic, 2005
- Sharniropa wollondillyana Hyman & Stanisic, 2005
- Sharniropa xanana Hyman & Stanisic, 2005
- Sheaia Hyman, 2007
- Sheaia glenrockensis Hyman, 2007
- Sigaloeista cavanbah Hyman & Köhler, 2019
- Sigaloeista dorrigo Hyman & Köhler, 2019
- Sigaloeista gracilis Hyman & Köhler, 2019
- Sigaloeista ramula Hyman & Köhler, 2019
- Stanisicarion Hyman & Ponder, 2010
- Stanisicarion wolvi Hyman & Köhler, 2019
- Thularion stanisici Hyman & Köhler, 2020
- Ubiquitarion Hyman, Lamborena & Köhler, 2017
- Ubiquitarion iridis (Hyman, 2007)
- Whiteheadia Hyman & Stanisic, 2005